# Квартет Новой Музыки
Квартет Новой Музыки (англ. New Music Quartet) — американский струнный квартет, существовавший в 1947—1955 гг. Специализировался на исполнении современной академической музыки, однако в виде исключения исполнял и записывал и более привычный репертуар — например, квартеты Боккерини и Бетховена. Среди значительных страниц в истории квартета — премьерное исполнение струнного квартета Джона Кейджа (1951).

## Состав
Первая скрипка:
- Броудес Эрле

Вторая скрипка:
- Мэтью Раймонди

Альт:
- Вальтер Трамплер

Виолончель:
- Клаус Адам (до 1952 г.)
- Дэвид Сойер (после 1952 г.)